# چهارپایه پلکانی

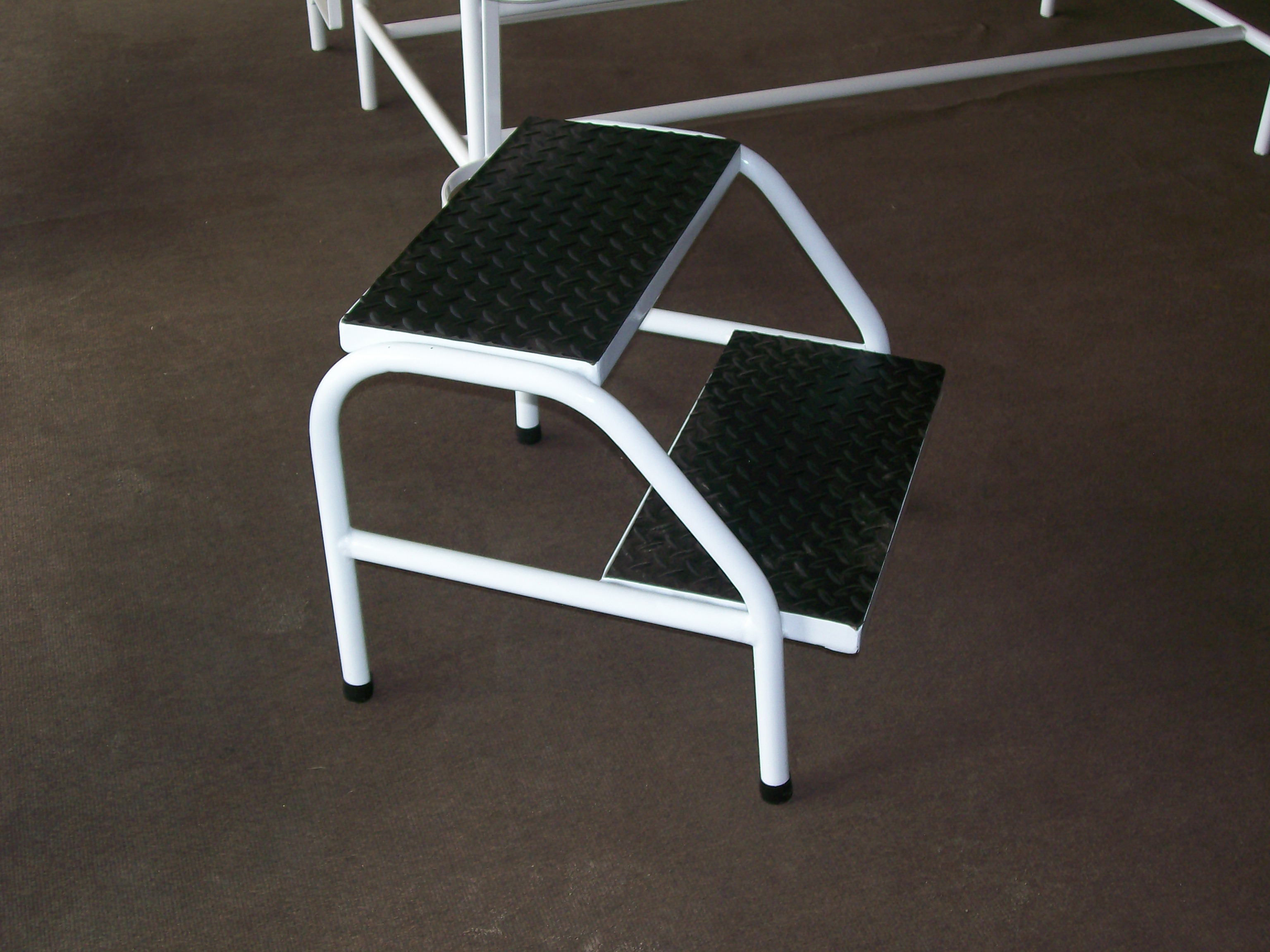
چهارپایهٔ پلکانی ۲ پله‌ای

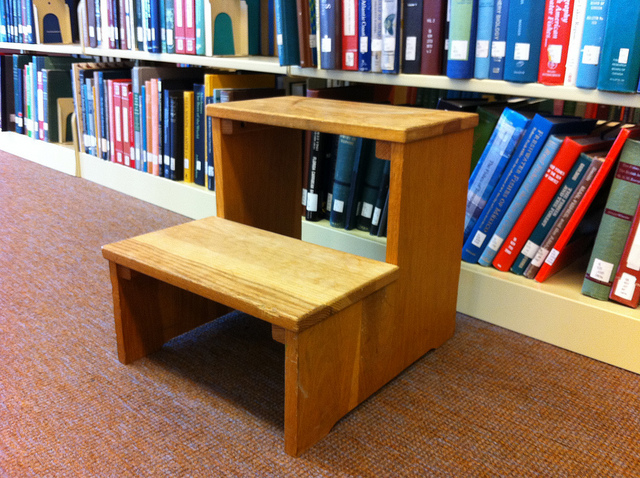
چهارپایهٔ پلکانی چوبی

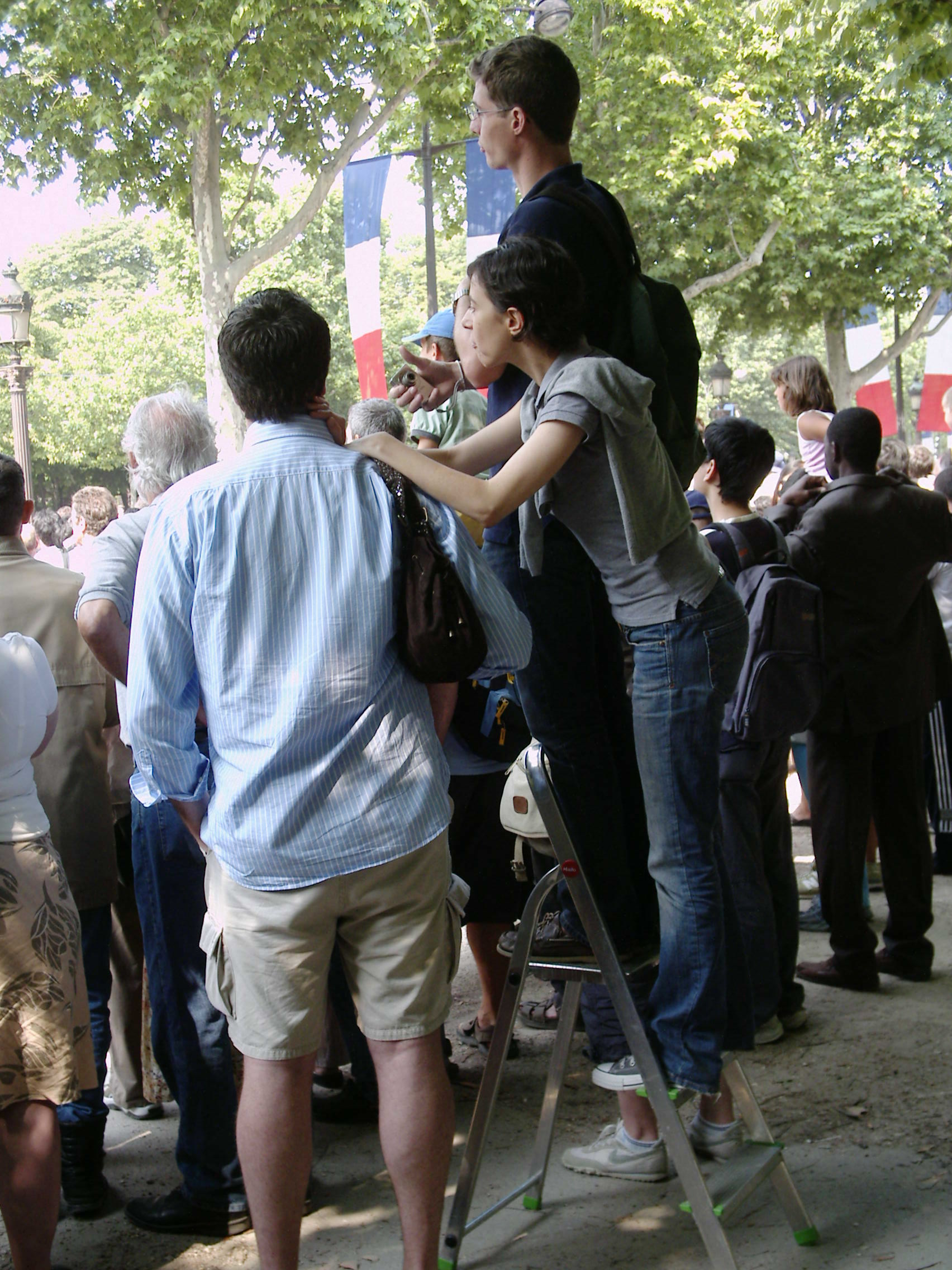
چهارپایهٔ پلکانی ۳ پله‌ای

چهارپایه پلکانی (به انگلیسی: Step Stool) وسیله‌ای مابین نردبان و چهارپایه هستند و به عنوان یک زیرپایی پشتیبان برای دسترسی به اهدافی که در ارتفاعات بین ۲ تا ۳ متر هستند استفاده می‌شود. رایج‌ترین نوع مدرن آن‌ها با دو نردبان مجزا که در انتهای بالایی به یکدیگر متصل هستند، ساخته می‌شود، جایی که کفی با مساحت کافی برای ایستادن با هر دو پا روی آن وجود دارد، و بقیهٔ پله‌ها در همان ناحیه هستند؛ اما این ویژگی در همهٔ مدل‌ها موجود نیست، در برخی از چهارپایه‌های پلکانی از پله‌های قدیمی نردبانی استفاده می‌شود. این چیدمان طراحی تاشو، مانند نردبان استاندارد، نیاز به تکیه‌گاه ثابت روی دیوار را از بین می‌برد. این چهارپایه‌ها در آشپزخانه کاربرد فراوانی دارند تا جایی که در بعضی جاها به آن‌ها «نردبان آشپزخانه» می‌گویند.

## نگارخانه

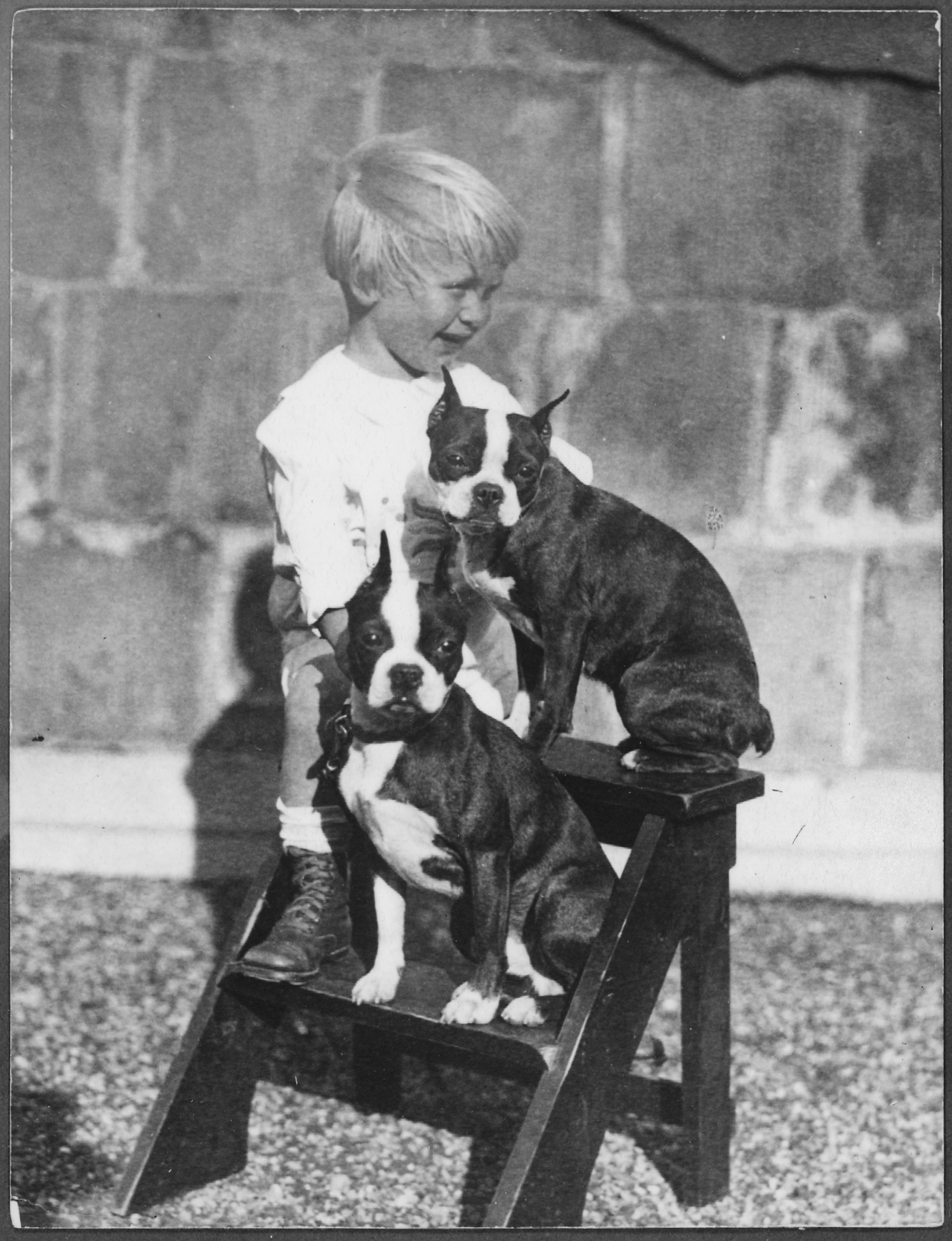
نمونهٔ اولیه (قدیمی)
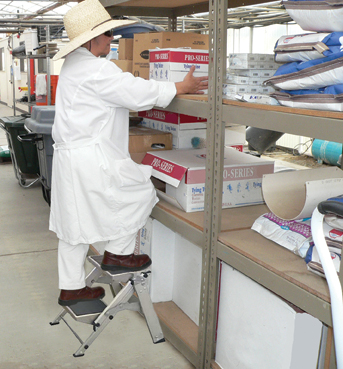
نمونهٔ ۲ پله‌ای آلومینیومی
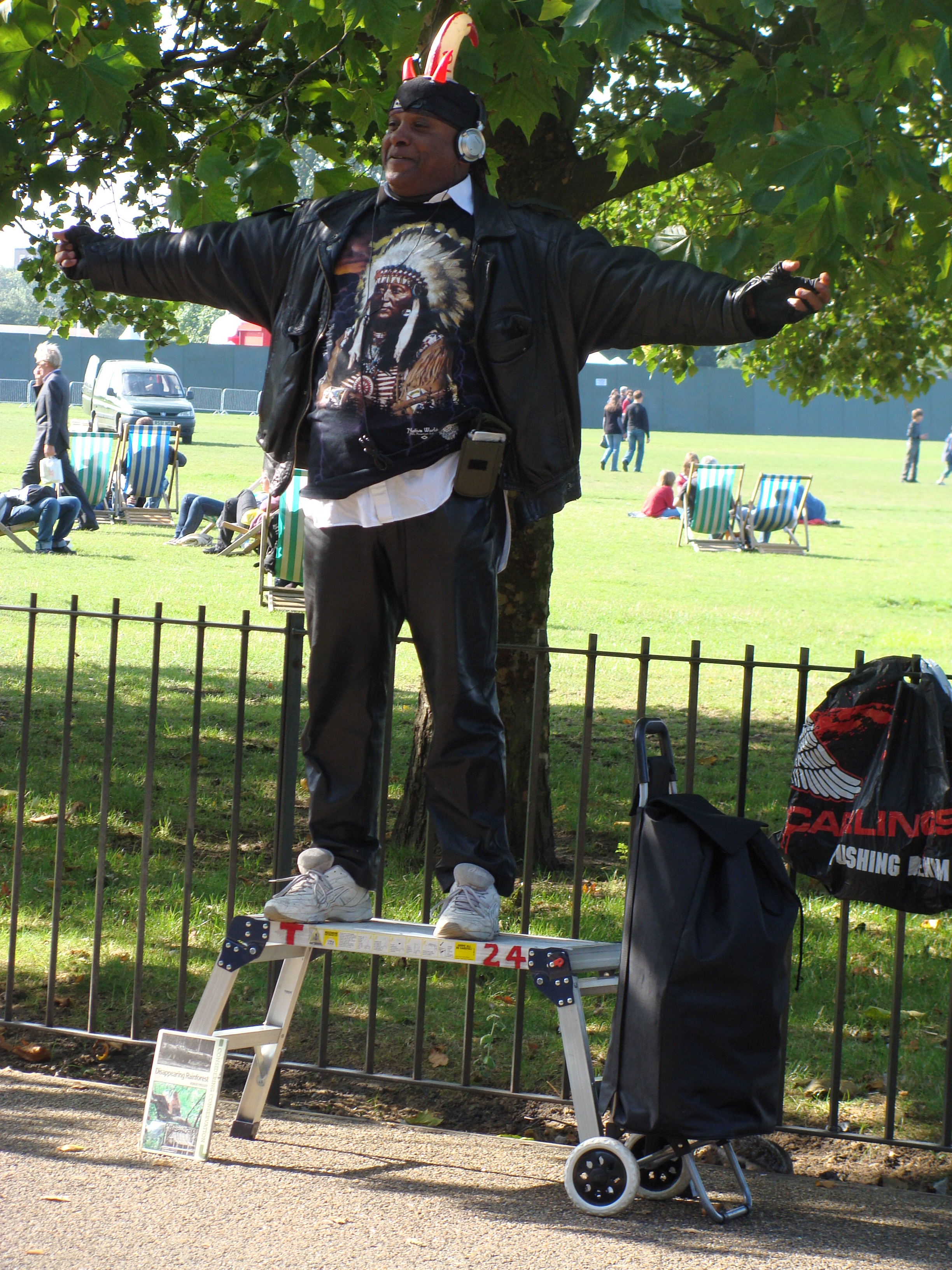
نوع داربستی چهارپایهٔ پلکانی